# Jaydn Su'A

a Compétitions nationales et continentales officielles uniquement.

b Matchs officiels uniquement.
Jaydn Su'a, né le 23 octobre 1997 à Christchurch (Nouvelle-Zélande), est un joueur de rugby à XIII australien d'origine samoane évoluant au poste de deuxième ligne dans les années 2010 et 2020.
Il fait ses débuts en National Rugby League (« NRL ») avec les Broncos de Brisbane lors de la saison 2016  puis rejoint au cours de l'année 2019 les Rabbitohs de South Sydney.
Il connaît également une sélection en équipe du Queensland pour le State of Origin ainsi qu'une sélection avec les Samoa.

## Palmarès
- Collectif :
  - Vainqueur du State of Origin : 2020 (Queensland).
  - Finaliste de la Coupe du monde : 2021 (Samoa).
  - Finaliste de la National Rugby League : 2021 (South Sydney).

### En club

#### Statistiques
| Saison | Club                   | Compétition           | Matchs | Points | Essais | Goals | Drops |
| ------ | ---------------------- | --------------------- | ------ | ------ | ------ | ----- | ----- |
| 2016   | Brisbane Broncos       | National Rugby League | 4      | -      | -      | -     | -     |
| 2017   | Brisbane Broncos       | National Rugby League | 4      | -      | -      | -     | -     |
| 2018   | Brisbane Broncos       | National Rugby League | 15     | 4      | 1      | -     | -     |
| 2019   | Brisbane Broncos       | National Rugby League | 8      | -      | -      | -     | -     |
| 2019   | South Sydney Rabbitohs | National Rugby League | 8      | -      | -      | -     | -     |
| 2020   | South Sydney Rabbitohs | National Rugby League | 21     | 8      | 2      | -     | -     |
| 2021   | South Sydney Rabbitohs | National Rugby League | 0      | -      | -      | -     | -     |